# NewsNation
NewsNation（ニュースネイション）は、アメリカのネクスター・メディア・グループが所有するサブスクリプションテレビネットワークであり、同社が完全所有する唯一の全国ケーブル放送テレビチャンネル。平日24時間、週末8時間のストレートニュース形式を放送する他、エンターテインメント番組（コメディ、ドラマシリーズ、劇場用映画で構成される）を週末のスケジュールのほぼ全体を占めている。2008年に「WGNアメリカ（WGN America）」となるまで、その歴史の大部分は「スーパーステーションWGN（Superstation WGN）」として知られていたが、2021年3月1日に、旗艦ニュース番組に因んで名付けられたケーブルニュースネットワークとしてリニューアルした。チャンネルのリニューアルは、ニュース番組の計画的拡大の一環として行われた。
2018年9月、NewsNation（当時はWGNアメリカ）は、全米の有料テレビサービスに加入している約8,000万世帯（または少なくとも1台のテレビを所有する世帯の62.7%）に受信された。

## 歴史

### スーパーステーションとして
WGNアメリカ（WGN America）は、ユナイテッド・ビデオ・インクがシカゴのWGN-TV（チャンネル9）の信号を全米のケーブル及び衛星加入者に再配信し始めた1978年11月9日に設立された。これにより、アトランタに本拠を置くWTBSがTBSとなった後、著名な独立局はアメリカで2番目の衛星配信型全国「スーパーステーション」に拡大された。
WGN-TVの全国フィードとして、このチャンネルはシカゴ信号で見られるスポーツ（主にシカゴ・カブスとホワイトソックスの野球、及びシカゴ・ブルズのバスケットボールの試合）、地元発のニュース、子供向け、宗教、公共問題番組、映画、シンジケートシリーズを含む様々な番組を放送している。WGNの地方フィードと全国フィードは、リーグのポリシー制限によりシカゴ地域の電波に制限されていた一部のスポーツイベントを除いて、当初はほぼ同一の番組スケジュールを維持していた。1990年1月に連邦シンジケート独占規制が再課されてから数年間、WGN全国フィードが、各テレビ局による市場独占権の主張を受けていたWGN-TVスケジュールの番組や、全国フィードがクリアしないことを選択した一部のローカル番組に代わる代替シンジケート番組を組み込んだため、2つのフィード間の番組編成はますます乖離していった。特に2000年代後半以降、WGNシカゴ信号はローカルニュース番組を拡大し始め、スケジュールにライフスタイル番組を追加した。
2014年12月13日、WGNアメリカはトリビューンによって従来の基本的なケーブルネットワークに変換され、その時点で既存のローカル放送である衛星プロバイダーであるディレクTV及びディッシュ・ネットワークと並行して、シカゴ市場内のケーブルプロバイダーでも提供され始めた。移行期間中の平日早朝に放送されたWGN-TVの朝のニュース番組の1時間の同時放送を除き、同局のシカゴ発のローカルニュース番組、ニューススペシャルや広報番組、特別イベント、スポーツテレビ放送の同時放送は、前日に全米ベースでの放送を直ちに中止したが、WGN-TV自体はシカゴ市場専用のローカル番組とシンジケート番組の別のスケジュールを維持した。このチャンネルは、スーパーステーション時代から引き継がれた番組を含め、獲得した番組に真正面から焦点を当て始め、2015年までにオリジナルのドラマとリアリティシリーズの限られたスケジュールを組み込み始めた。

### ケーブルニュースチャンネルへの転換

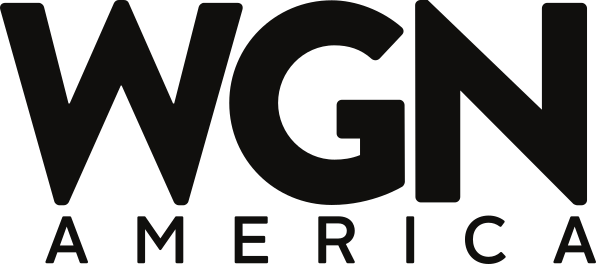
2014年1月から2021年3月にNewsNationに改名されるまで使用されていたWGNアメリカのロゴ

2020年9月1日、WGNアメリカは、ネクスターの経営陣がテレビ加入者に調査を委託し、調査参加者の割合がCNN（かつては夕方のラインナップでストレートニュース番組を提供していたが、2010年代半ばにパーソナリティベースの番組にさらに移行した）、MSNBC（2008年に始まったリベラルな意見/トーク番組に引き寄せられた）、FOXニュース（1996年に保守寄りの形式で開発）などのケーブルニュースチャンネルの意見ベースの番組に不満を持っていることを明らかにした2019年10月に開発が開始された、3時間のプライムタイムニュース番組『NewsNation』を開始した。同番組は、ネクスターのテレビ局の放送及びデジタルリソースを部分的に利用している（WGNアメリカに加えてトリビューン・メディアが数ヶ月前に買収したものも含まれる）。NewsNationは、「全米200のニュースルームに5,000人を超えるジャーナリスト」のリソースを誇っている。
2020年12月から2021年1月にかけて、ネクスターは、仮想マルチチャンネルテレビプロバイダーであるYouTube TV（12月1日に到達）、FuboTV（12月11日に到達）、Hulu（12月18日に到達）、Sling TV（12月24日に到達、Slingの親会社であるディッシュ・ネットワークとの広範な合意により、衛星プロバイダーがネクスターの放送局にアクセスできなくなった3週間の行き詰まりに終止符が打たれた）、Vidgo（1月14日に到達）にWGNアメリカを追加する搬送契約に達し、既存の有線及び衛星配信のフットプリントを超えてチャンネルを拡大し、『NewsNation』への露出を増やした（AT&T TVは2019年10月から既に同チャンネルを放送していた）。
2021年1月25日、ネクスター・メディア・グループは、3月1日にWGNアメリカを「NewsNation」ブランドでリニューアルさせ、43年間続いたWGNブランドとの関係を断ち切ると発表した。名称変更は、ニュース番組の段階的な拡大と同時に行われる。当初は1日（6時間から）9時間に拡大されたが、改訂されたニューススケジュールは、旗艦番組『NewsNation』の分割拡大（既存の2時間短縮版『NewsNation Prime』に加えて、1時間の夕方版を追加）と、それぞれジョー・ドンロンとアシュリー・バンフィールドがアンカーを務める2つのホスト中心のニュース・インタビュー番組を中心に据えられる。NewsNationは、WGNアメリカという名前で同チャンネルが獲得したエンターテインメント番組の昼間のスケジュールを縮小し、最初は夜間の枠を選択する予定で、2021年の朝のニュース番組の開始を皮切りに、シンジケート契約の期限が切れると、獲得したエンターテインメント番組は追加のニュースコンテンツに置き換えられる。
NewsNationは、ネクスターの買収完了後に WGNアメリカの執行副社長に昇進したショーン・コンプトンと、ネクスターによってWGNアメリカのニュース担当副社長に再任された元WGN-TVニュースディレクターのジェニファー・ライオンズ（Jennifer Lyons）の管理下で開発された。しかし、発足以来、ゲストのせいで右傾化したことや、元FOXニュースチャンネルのチーフでホワイトハウス副主席補佐官のビル・シャインをコンサルタントとして雇ったことなどで非難されてきた。シャインの役割が明らかになった後、ニュースディレクターと編集長が辞任した。ライオンズは論争と低視聴率が続く中、3月に辞任を発表した。スタッフからの意見の相違がある中、ネクスターのCEOは、2023年までに「オールニュース、トーク、オピニオン」チャンネルに転換するスケジュールを確認した。
2021年5月、ネクスターはライオンズの後任として、『グッド・モーニング・アメリカ』のシニア・エグゼクティブ・プロデューサーのマイケル・コーン（Michael Corn）をニュースディレクターとして雇用した。その後、コーンはFOXニュース副社長のシェリー・グレッチ（Cherie Grzech）を編集長に任命した。同年後半、ケーブルニュースのベテラン、リーランド・ヴィッタートとダン・エイブラムスがホストを務める意見番組をさらに放送し、元ABCニュースのプレゼンターのエイドリアン・バンカート（Adrienne Bankert）がホストを務める朝の番組も放送した。
2022年10月3日、兄のニューヨーク州知事アンドリュー・クオモに様々なスキャンダルへの対処法をアドバイスしたために解雇された元CNNアンカーのクリス・クオモが『NewsNation Prime』に代わる夜番組『クオモ（Cuomo）』でNewsNationに加わり、夜番組をパーソナリティ主導の意見・分析番組に完全に転換した。ニュース寄稿者には、元ホワイトハウス首席補佐官のミック・マルバニー、元ホワイトハウス報道官のショーン・スパイサー、ワシントン・ポストのコラムニストのジョージ・ウィルなどが含まれる。

## 利用方法
NewsNationは、アメリカ国内の殆どのマルチチャンネルテレビプロバイダー（The Hill on NewsNationのケーブル、衛星、IPTV、光ファイバーベースのサービスを含む）で利用できる。ただし、アメリカ西部の一部とニューイングランド地域の大部分で、（衛星配信の外で）多少散在的にカバーされ続けている。さらに、ネクスターによるグループの買収が完了する前にトリビューン・ブロードキャスティングがテレビ局を所有していた様々な市場の一部のマルチチャンネルプロバイダーは配信していない。シカゴ都市圏では、WGN-TV放送信号に加えて、近隣エリアにサービスを提供する3つの主要なケーブルテレビプロバイダー（Comcast Xfinity、RCN、WOW!）とストリーミングプロバイダーによって提供されている。

### ストリーミング
YouTube TV、Sling TV、Hulu、DirecTV Stream、Level News、FuboTVでストリーミングしている。

### ラジオ
2020年9月1日、『NewsNation』の開始と同時に、NewsNationブランドはWGN 720 AMで2分間のトップニュースヘッドラインを放送することでラジオにも拡大した。これらの音声ニュース放送は、ウェブサイトとアプリのラジオセクションで全国的に聴くこともできる。